# ARO 10
ARO 10 — компактний позашляховик, що вироблявся румунською компанією ARO в період між 1980 і 2006 роками. Також велася збірка італійською компанією Ali Ciemme (ACM) в 1988-1991 роки. Був доступний в кузовах 3- і 5-дверного SUV, 2- і 4-дверного пікапа або 2-дверного кабріолета. Як силовий агрегат використовувалися рядні чотирьох-циліндрові бензинові та дизельні двигуни. Потужність передавалася на обидві осі. Автомобіль оснащувався 4- і 5-ступеневою механічною коробкою передач.
На деяких експортних ринках ARO 10 продавався як Dacia Duster.

## Історія

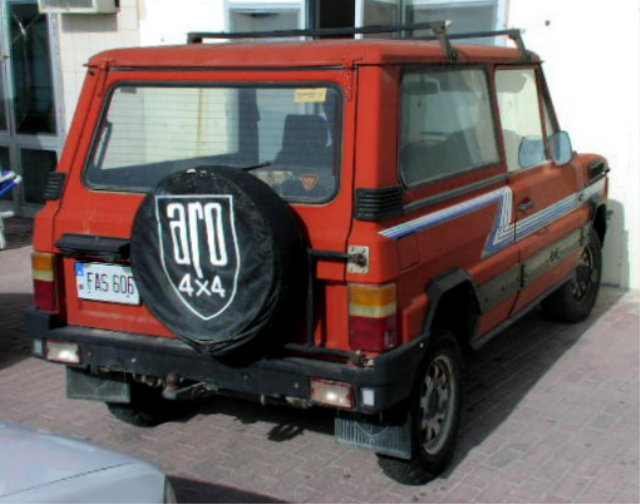

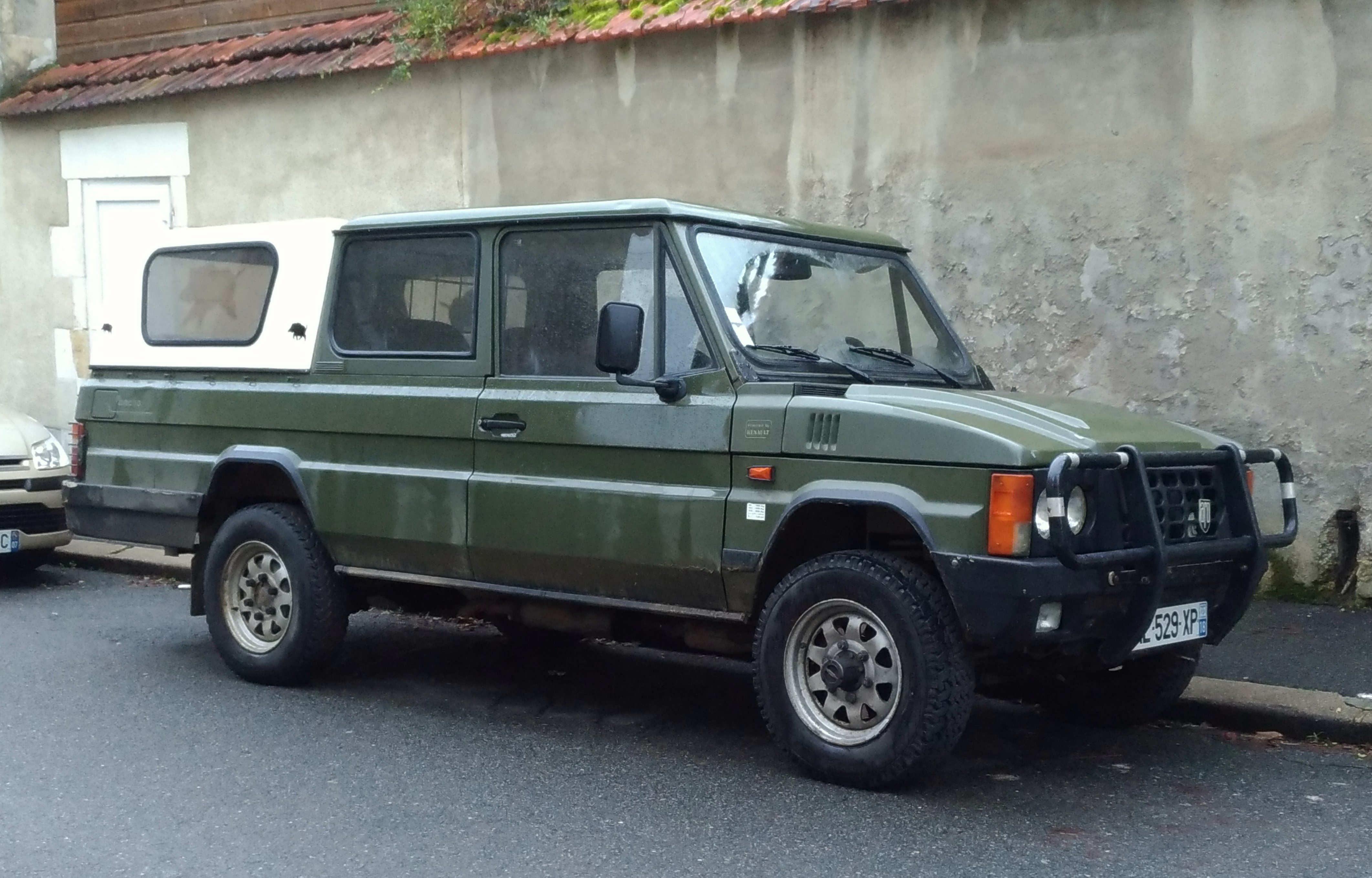

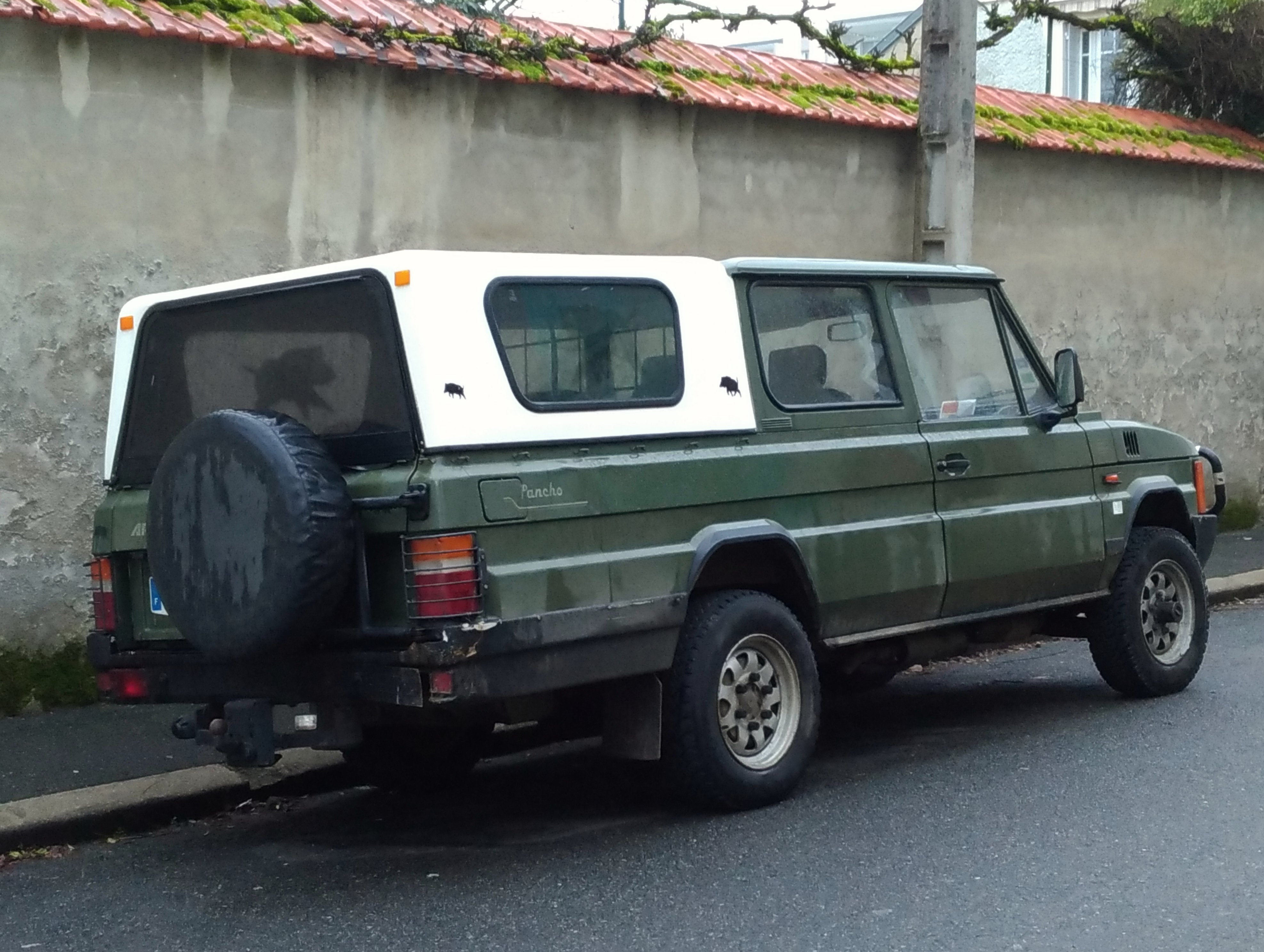

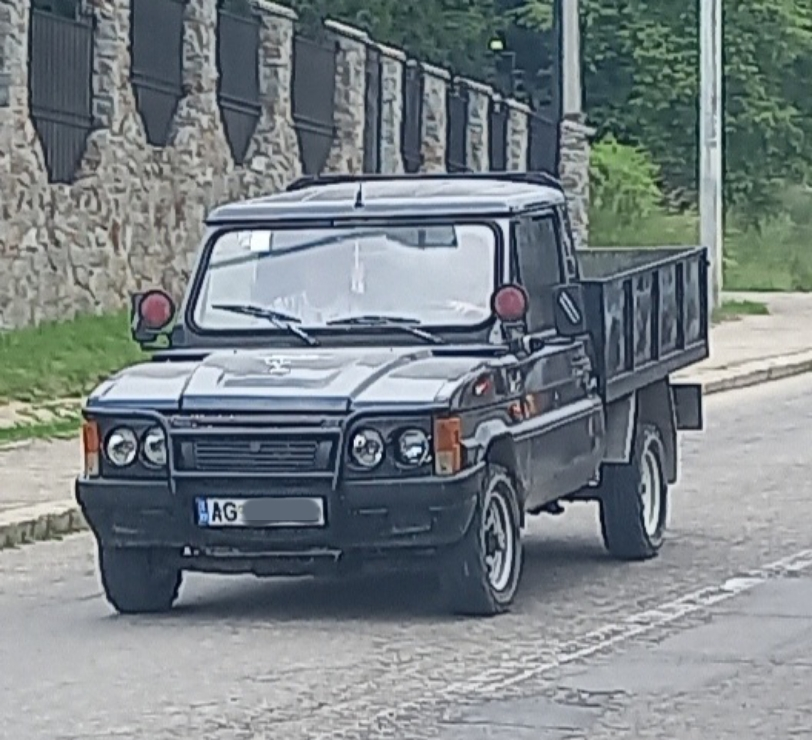
ARO 10.6 pick-up

Автомобіль ARO 10 був меншою моделлю позашляховика ARO 24, розробленого румунським підприємством ARO, виробництво якого почалося в ще 1970-х роках. Автомобіль використовував двигун і деякі вузли від автомобілів Dacia 1300/Dacia 1410, що випускалися за французькою ліцензією.
Кузов автомобіля встановлювався на несучій рамі. Передня підвіска була незалежною, на поперечних важелях з пружинами, задня підвіска - на самому початку виробництва незалежна, також на поперечних важелях, пізніше - жорстка вісь на поздовжніх ресорах. Автомобіль має привід на 4 колеса, при цьому привід на передні колеса включається важелем, розташованим поруч з важелем перемикання передач. Крім того, на передніх колесах є ручки, що дозволяють відключити маточини коліс від трансмісії.
Спочатку використовувалися двигуни Renault об'ємом 1,3 л (1289 см3) і 1,4 л (1397 см3) потужністю 62 к.с. (45,5 кВт). Більший блок двигуна вийшов за рахунок збільшення діаметра циліндрів з 73 до 76 мм, при колишньому ході поршня в 77 мм.

## Моделі
- ARO 10
  - ARO 10.1
  - ARO 10.4
  - ARO 10 Spartana
  - ARO 11.4
  - ARO 10.2
  - ARO 10.3
  - ARO 10.5
  - ARO 10.6 pick-up
  - ARO 10.9
  - ARO 10.0
  - ARO 11.9